# سینه‌سرخ‌های اوراسیایی
سینه‌سرخ‌های اوراسیایی (نام علمی: Erithacus) نام یک سرده از تیره مگس‌گیران است.

سه تا چهار گونه در این سرده جای دارند: 
- سینه‌سرخ اروپایی، Erithacus rubecula
  - سینه‌سرخ تنریف، Erithacus (rubecula) superbus
- سینه‌سرخ ژاپنی، Erithacus akahige
- سینه‌سرخ ریوکیو، Erithacus komadori